# Klara Bleyer
Klara Bleyer (6 maggio 2004) è una nuotatrice artistica tedesca.

## Palmarès
- Europei

Belgrado 2024: oro nel programma combinato, argento nel solo tecnico e nel solo libero
Funchal 2025: oro nel solo libero, bronzo nel solo tecnico e nel duo libero
- Giochi europei

Cracovia 2023: argento nel programma combinato

### Coppa del Mondo
- 8 podi:
  - 3 vittorie (3 nella gara individuale)
  - 5 secondi posti (5 nella gara individuale)

#### Coppa del mondo - vittorie
| Data           | Luogo    | Paese    | Disciplina   |
| -------------- | -------- | -------- | ------------ |
| 7 luglio 2024  | Budapest | Ungheria | Solo libero  |
| 2 marzo 2025   | Parigi   | Francia  | Solo libero  |
| 11 aprile 2025 | Soma Bay | Egitto   | Solo tecnico |